# Toni Kallio
Toni Kallio (Tampere, Finnország, 1978. augusztus 9. –) finn labdarúgó, aki jelenleg a FC Ilvesben játszik hátvédként.

## Pályafutása
Kallio a Tampereen Pallo-Veikot csapatában kezdte meg profi pályafutását 1996-ban. 1997-ben kölcsönadták az azóta már megszűnt FC Jazznek, majd 2000-ben a Helsingin JK játékosa lett, ahol 123 bajnokin kapott lehetőséget. 2004-ben leigazolta a norvég Molde FK, ez nagy változást jelentett a karrierjében, mivel addig szélsőként szerepelt, új csapata viszont hátvédként számított rá. 2005-ben megnyerte a norvég kupát a Moldéval.
2007-ben próbajátékon vett részt a Lokomotyiv Moszkvánál, de végül nem az orosz klub, hanem a svájci BSC Young Boys igazolta le. Itt egy évet töltött, majd 2008. január 31-én Angliába, a Fulhamhez szerződött. A 2008/09-es szezonban, egy Arsenal elleni bajnokin debütált. Sokat segített csapatának az 1-0-s siker kivívásában, a BBC szakemberei őt választották a találkozó legjobbjának.
2009 novemberében kölcsönvette a Sheffield United, néhány nappal később, egy Plymouth Argyle elleni mérkőzésen be is mutatkozott a csapatban.

## Külső hivatkozások
- Toni Kallio pályafutásának statisztikái a Soccerbase oldalon (angolul)

## Fordítás
- Ez a szócikk részben vagy egészben  a   Toni Kallio című angol Wikipédia-szócikk fordításán alapul.  Az eredeti cikk szerkesztőit annak laptörténete sorolja fel. Ez a jelzés csupán a megfogalmazás eredetét és a szerzői jogokat jelzi, nem szolgál a cikkben szereplő információk forrásmegjelöléseként.